# Disperis thomensis
Disperis thomensis är en orkidéart som beskrevs av Victor Samuel Summerhayes. Disperis thomensis ingår i släktet Disperis och familjen orkidéer. Inga underarter finns listade i Catalogue of Life.